# Illston on the Hill
Illston on the Hill – wieś w Anglii, w hrabstwie Leicestershire, w dystrykcie Harborough. Leży 14 km na południowy wschód od miasta Leicester i 133 km na północny zachód od Londynu.